# Ochrolechia isidiata
Ochrolechia isidiata är en lavart som först beskrevs av Malme, och fick sitt nu gällande namn av Verseghy. Ochrolechia isidiata ingår i släktet Ochrolechia och familjen Ochrolechiaceae.   Inga underarter finns listade i Catalogue of Life.